# Dalia graminis
Dalia graminis – gatunek błonkówki z rodziny Pergidae, jedyny przedstawiciel rodzaju Dalia.

## Zasięg występowania
Gatunek ten występuje w Australii.